# Alloschizidium pruvoti
Alloschizidium pruvoti är en kräftdjursart som först beskrevs av Emil Racoviţă 1907.  Alloschizidium pruvoti ingår i släktet Alloschizidium och familjen klotgråsuggor. Inga underarter finns listade i Catalogue of Life.